# Elena-Gabriela Ruse
Elena-Gabriela Ruse (Bucarest, 6 novembre 1997) è una tennista romena.
In carriera ha vinto 1 titolo WTA in singolare, oltre a 6 titoli in singolare e 11 in doppio nel circuito ITF. Il 23 maggio 2022 ha raggiunto il suo best ranking mondiale in singolare al numero 51 e il numero 32 l'8 maggio 2023 in doppio.

## Carriera

### 2012-2015: Juniores
Da junior Elena-Gabriela Ruse ha vinto due titoli in singolare e otto in doppio. Nel 2014, ha raggiunto la semifinale nel torneo di Wimbledon juniores, dove è stata sconfitta in tre set della poi finalista Kristína Schmiedlová.

### 2015-2019: debutto WTA, primi titoli ITF ed esordio a Wimbledon
Conclusa la carriera da juniores, Ruse non aveva ancora un ranking da professionista. Gioca il primo match nel circuito WTA a luglio 2015, grazie ad una wild-card per il Bucarest Open nella specialità del doppio, in coppia con Jaqueline Cristian, mentre nel singolare non supera le qualificazioni. A dicembre vince il primo titolo ITF, ad Adalia. Ad inizio 2016 ha vinto consecutivamente dieci match nel singolare e otto nel doppio conquistando così due titoli nel singolare e due nel doppio. A marzo ha interrotto la striscia consecutiva di 14 vittorie perdendo una finale ITF da $10.000.
Si è qualificata nel 2018, alla prima apparizione Slam, per il torneo di Wimbledon, dove è stata sconfitta nel primo turno in tre set dalla testa di sere numero 32 ed ex numero 2 del mondo Agnieszka Radwańska, dopo aver mancato diversi match point. L'anno successivo, si ripresenta nel torneo londinese, superando nuovamente le qualificazioni. Precedentemente si era qualificata per il torneo di Nottingham, dove aveva raggiunto il primo quarto di finale a livello WTA, arrendendosi in tre set alla prima testa di serie del torneo Caroline Garcia.
Nel 2019 ha raggiunto la prima finale WTA nella specialità del doppio in coppia con Cristian; Viktorija Kutuzova e Kristýna Plíšková si sono aggiudicate il titolo.

### 2021-2022: primo titolo WTA,best ranking
Nel 2021, Elena raggiunge la prima finale WTA della carriera ad Amburgo, partendo dalle qualificazioni; la romena elimina, in sequenza, Liang (6-4 6-2), Shinikova (7-6(2) 7-6(5)), Teichmann (7-5 7-6(1)), Zaja (6-2 6-2) e la testa di serie n°4 Danielle Collins per 6-4 1-6 7-5 nei quarti. In semifinale, Ruse si impone sulla n°38 del mondo Dajana Jastremska per 2-6 6-1 6-4. Nell'ultimo atto, la tennista di Bucarest batte la padrona di casa Andrea Petkovic per 7-6(6) 6-4, riuscendo a cogliere il primo titolo WTA della carriera; inoltre, grazie a questo risultato, Elena riesce a fare il suo esordio tra le prime 150 del mondo. Due settimane dopo, la rumena raggiunge la sua seconda finale WTA a Palermo, partendo nuovamente dalle qualificazioni; nell'ultimo atto, Ruse cede a Danielle Collins in due set. In settembre, si qualifica per il suo primo US Open, battendo Cepede Royg, Nara e Di Sarra; al primo turno, viene eliminata dall'argento olimpico Markéta Vondroušová per 5-7 0-6.
Ruse inizia il 2022 raccogliendo due secondi turni: a Melbourne e a Sydney, dove è partita dalle qualificazioni. Entra per la prima volta nel tabellone principale degli Australian Open, dove vince nettamente su Jasmine Paolini per 6-1, 6-3 prima di perdere contro Veronika Kudermetova. Al WTA 1000 di Dubai vince i tre turni di qualificazioni e si aggiudica inaspettatamente il match di primo turno contro la n°5 del mondo Paula Badosa con lo score di 6-3, 5-7, 6-4, nell'atto successivo viene eliminata dalla connazionale Simona Halep. Procede la stagione con un primo turno a Indian Wells e un secondo turno a Miami. Inizia la stagione su terra battuta a Charleston dove esce al primo atto, mentre a Roma si arrende al secondo turno contro la futura vincitrice, Iga Świątek. Dopo il primo turno a Strasburgo si ferma subito anche all'Open di Francia contro Elise Mertens. La parentesi sull'erba ha inizio con il secondo turno a Birmingham e un primo turno a Eastbourne, così come a Wimbledon dove subisce una rimonta da Coco Gauff (2-6, 6-3, 7-5). Sulla terra rossa perde due primi turni; poi prende parte agli US Open e rimonta al primo turno contro Daria Saville prima di perdere nuovamente da Gauff. Nella parte conclusiva della stagione vince un solo match nel circuito maggiore.

### 2023: semifinale di doppio agli Australian Open e terza finale WTA in singolare
Elena inizia l'anno passando le qualificazioni ad Auckland e vincendo il primo turno, fermandosi poi al secondo contro Karolína Muchová; agli Australian Open, fallisce la qualificazione al main-draw, perdendo al secondo atto contro Séléna Janicijevic. 
A Hua Hin, esce subito di scena contro Han Na-Iae. Ad Abu Dhabi, supera il tabellone cadetto, per poi perdere al primo turno da Krejčíková. A Doha fallisce l'ingresso nel main-draw, mentre questa operazione le riesce a Monterrey, dove riesce anche a passare un turno nel tabellone principale battendo Camila Giorgi (6-4 7-5); al secondo round, cede a Elise Mertens. A Indian Wells, viene sconfitta al secondo turno delle qualificazioni. A Madrid, supera il tabellone cadetto per poi cedere subito ad Alizé Cornet. A Roma riesce a far meglio: partendo dalle qualificazioni, batte Pigossi, Rachimova e Fruhvirtová, perdendo al secondo round da Beatriz Haddad Maia. Successivamente, non riesce a entrare nel main-draw del Roland Garros.
Su erba, non riesce a passare le qualificazioni né a Nottingham, né a Wimbledon. Su cemento americano, entra nel main-draw dello US Open, ma non riesce a difendere il secondo round del 2022, perdendo subito da Karolína Plíšková (1-6 4-6). In ottobre, Ruse torna per la prima volta in due anni in una finale WTA nel torneo di casa di Cluj-Napoca: la romena batte la n°2 del seeding Parks (6-2 1-6 6-4), Anna Bondár (7-6(4) 6-2), Emiliana Arango (6-1 0-6 6-1) e la testa di serie n°4 Masarova (6-1 6-4). Nel match valevole per il titolo, si arrende alla tedesca Korpatsch con lo score di 3-6 4-6. Grazie al risultato, Elena fa un balzo in avanti nel ranking di oltre 50 posizioni, rientrando tra le prime 130 del mondo per la prima volta in oltre 8 mesi.
In doppio, assieme all'ucraina Marta Kostjuk, raggiunge la sua prima semifinale a livello slam, vincendo anche contro due coppie teste di serie: le n°10 Nicole Melichar-Martinez/Ellen Perez al secondo turno e le n°4 Storm Hunter/Elise Mertens nei quarti di finale, prima di essere fermate dalle future vincitrici del torneo Barbora Krejčíková/Kateřina Siniaková. Successivamente, le due colgono un'altra semifinale prestigiosa nel '1000' di Madrid, dove si arrendono a Gauff/Pegula. 

## Statistiche WTA

### Singolare

#### Vittorie (1)
| Legenda              |
| -------------------- |
| Grande Slam (0)      |
| Ori Olimpici (0)     |
| WTA Finals (0)       |
| WTA Elite Trophy (0) |
| Dal 2021             |
| WTA 1000 (0)         |
| WTA 500 (0)          |
| WTA 250 (1)          |

| N. | Data           | Torneo                         | Superficie  | Avversaria in finale | Punteggio   |
| 1. | 11 luglio 2021 | Hamburg European Open, Amburgo | Terra rossa | Andrea Petković      | 7-6(6), 6-4 |

#### Sconfitte (3)
| Legenda              |
| -------------------- |
| Grande Slam (0)      |
| Argenti Olimpici (0) |
| WTA Finals (0)       |
| WTA Elite Trophy (0) |
| Dal 2021             |
| WTA 1000 (0)         |
| WTA 500 (0)          |
| WTA 250 (3)          |

| N. | Data            | Torneo                          | Superficie  | Avversaria in finale | Punteggio   |
| 1. | 25 luglio 2021  | Palermo Ladies Open, Palermo    | Terra rossa | Danielle Collins     | 4-6, 2-6    |
| 2. | 22 ottobre 2023 | Transylvania Open, Cluj-Napoca  | Cemento (i) | Tamara Korpatsch     | 3-6, 4-6    |
| 3. | 15 giugno 2025  | Rosmalen Open, 's-Hertogenbosch | Erba        | Elise Mertens        | 3–6, 6(4)–7 |

### Doppio

#### Sconfitte (1)
| Legenda               | Legenda      |
| --------------------- | ------------ |
| Grande Slam (0)       |              |
| Argenti Olimpici (0)  |              |
| WTA Finals (0)        |              |
| WTA Elite Trophy (0)  |              |
| Dal 2009 al 2020      | Dal 2021     |
| Premier Mandatory (0) | WTA 1000 (0) |
| Premier 5 (0)         | WTA 1000 (0) |
| Premier (0)           | WTA 500 (0)  |
| International (1)     | WTA 250 (0)  |

| N. | Data           | Torneo                  | Superficie  | Compagna           | Avversarie in finale               | Punteggio   |
| 1. | 21 luglio 2019 | Bucarest Open, Bucarest | Terra rossa | Jaqueline Cristian | Viktória Kužmová Kristýna Plíšková | 4-6, 6(3)-7 |

## Circuito WTA 125

### Doppio

#### Vittorie (2)
| N. | Data            | Torneo                          | Superficie  | Compagna         | Avversarie in finale       | Punteggio        |
| 1. | 6 ottobre 2024  | Hong Kong 125 Open, Hong Kong   | Cemento     | Monica Niculescu | Nao Hibino Makoto Ninomiya | 6-3, 5-7, [10-5] |
| 2. | 8 dicembre 2024 | Open Angers Arena Loire, Angers | Cemento (i) | Monica Niculescu | Belinda Bencic Céline Naef | 6-3, 6-4         |

## Statistiche ITF

### Singolare

#### Vittorie (6)
| Torneo $100.000 (0) |
| Torneo $80.000 (0)  |
| Torneo $75.000 (0)  |
| Torneo $60.000 (0)  |
| Torneo $50.000 (0)  |
| Torneo $40.000 (0)  |
| Torneo $25.000 (1)  |
| Torneo $15.000 (1)  |
| Torneo $10.000 (4)  |

| N. | Data             | Torneo                      | Superficie  | Avversaria in finale | Punteggio        |
| 1. | 13 dicembre 2015 | Tennis Organisation, Adalia | Terra rossa | Ekaterine Gorgodze   | 1-6, 7-6(3), 6-2 |
| 2. | 21 febbraio 2016 | Tennis Organisation, Adalia | Terra rossa | Josephine Boualem    | 7–6(3), 0-6, 6-1 |
| 3. | 28 febbraio 2016 | Tennis Organisation, Adalia | Terra rossa | Nina Potočnik        | 7-5, 4-6, 6-2    |
| 4. | 3 aprile 2016    | Hammamet Open, Hammamet     | Terra rossa | Julia Grabher        | 6–4, 6-1         |
| 5. | 6 agosto 2017    | Knoll Open, Bad Saulgau     | Terra rossa | Chiara Scholl        | 6-1, 6-2         |
| 6. | 13 agosto 2017   | Trofeul Ilie Nastase, Arad  | Terra rossa | Nina Potočnik        | 6-4, 6-1         |

#### Sconfitte (3)
| Torneo $100.000 (0) |
| Torneo $80.000 (0)  |
| Torneo $75.000 (0)  |
| Torneo $60.000 (0)  |
| Torneo $50.000 (1)  |
| Torneo $40.000 (0)  |
| Torneo $25.000 (1)  |
| Torneo $15.000 (0)  |
| Torneo $10.000 (1)  |

| N. | Data            | Torneo                                                                     | Superficie  | Avversaria in finale | Punteggio |
| 1. | 27 marzo 2016   | Hammamet Open, Hammamet                                                    | Terra rossa | Claudia Giovine      | 4–6, 0–6  |
| 2. | 23 ottobre 2016 | Open GDF Suez de Touraine, Joué-lès-Tours                                  | Cemento (i) | Maryna Zanevs'ka     | 3-6, 3-6  |
| 3. | 10 marzo 2019   | Yokohama Keio Challenger Women's International Tennis Tournament, Yokohama | Cemento     | Greet Minnen         | 4-6, 1-6  |

### Doppio

#### Vittorie (11)
| Torneo $100.000 (2) |
| Torneo $80.000 (0)  |
| Torneo $75.000 (0)  |
| Torneo $60.000 (2)  |
| Torneo $50.000 (0)  |
| Torneo $40.000 (0)  |
| Torneo $25.000 (3)  |
| Torneo $15.000 (0)  |
| Torneo $10.000 (4)  |

| N.  | Data             | Torneo                                         | Superficie  | Partner              | Rivali in finale                          | Risultato              |
| 1.  | 14 agosto 2015   | Trofeul Ilie Nastase, Arad                     | Terra rossa | Jaqueline Cristian   | Andreea Ghițescu Katarína Strešnáková     | 6-3, 6-4               |
| 2.  | 20 febbraio 2016 | Tennis Organisation, Adalia                    | Terra rossa | Petia Aršinkova      | Eléni Daniilídou Arina Folts              | 7-6(0), 6-4            |
| 3.  | 27 febbraio 2016 | Tennis Organisation, Adalia                    | Terra rossa | Dasha Ivanova        | Adrijana Lekaj Viktorija Tomova           | 7-6(1), 6-1            |
| 4.  | 3 aprile 2016    | Hammamet Open, Hammamet                        | Terra rossa | Katharina Hobgarski  | Ola Abou Zekry Snehadevi Reddy            | 6-4, 6-4               |
| 5.  | 27 agosto 2017   | Hodmezovasarhely Ladies Open, Hódmezővásárhely | Terra rossa | Eva Wacanno          | Martina Di Giuseppe Anna-Giulia Remondina | 6-3, 6-1               |
| 6.  | 3 settembre 2017 | Mamaia Idu Trophy, Mamaia                      | Terra rossa | Anastasija Komardina | Dea Herdželaš Oana Georgeta Simion        | 3-6, 6-1, [10-6]       |
| 7.  | 8 settembre 2018 | Montreux Ladies Open, Montreux                 | Terra rossa | Andreea Mitu         | Laura Pigossi Maryna Zanevs'ka            | 4-6, 6-3, [10-4]       |
| 8.  | 1º febbraio 2020 | Open GDF SUEZ 42, Andrézieux-Bouthéon          | Cemento (i) | Jaqueline Cristian   | Ekaterine Gorgodze Raluca Șerban          | 7-6(6), 6(4)-7, [10-8] |
| 9.  | 30 ottobre 2020  | Republican Girls, Istanbul                     | Cemento (i) | Jaqueline Cristian   | Maia Lumsden Melis Sezer                  | 6-3, 6-4               |
| 10. | 19 giugno 2021   | Nottingham Trophy, Nottingham                  | Erba        | Monica Niculescu     | Priscilla Hon Storm Sanders               | 7-5, 7-5               |
| 11. | 21 giugno 2024   | Ilkley Trophy, Ilkley                          | Erba        | Kristina Mladenovic  | Quinn Gleason Tang Qianhui                | 6-2, 6-2               |

#### Sconfitte (9)
| Torneo $100.000 (0) |
| Torneo $80.000 (0)  |
| Torneo $75.000 (0)  |
| Torneo $60.000 (1)  |
| Torneo $50.000 (1)  |
| Torneo $40.000 (0)  |
| Torneo $25.000 (5)  |
| Torneo $15.000 (0)  |
| Torneo $10.000 (2)  |

| N. | Data              | Torneo                                    | Superficie  | Partner                    | Rivali in finale                        | Risultato   |
| 1. | 22 agosto 2015    | ITF Women's Circuit Bucharest, Bucarest   | Terra rossa | Oana Georgeta Simion       | Diana Buzean Cristina Dinu              | 0–6, 2–6    |
| 2. | 12 dicembre 2015  | Tennis Organisation, Adalia               | Terra rossa | Julie Noe                  | A'lona Fomina Christina Shakovets       | 6(4)-7, 2-6 |
| 3. | 11 giugno 2016    | Bredeney Ladies Open, Essen               | Terra rossa | Elyne Boeykens             | Laura Pous Tió Anne Schäfer             | 2–6, 3–6    |
| 4. | 8 settembre 2017  | Allianz Cup, Sofia                        | Terra rossa | Valentini Grammatikopoulou | Jaqueline Cristian Anastasija Komardina | 3-6, 0-6    |
| 5. | 22 ottobre 2017   | Open GDF Suez de Touraine, Joué-lès-Tours | Cemento (i) | Jaqueline Cristian         | Sarah Beth Grey Samantha Murray         | 6(3)–7, 3–6 |
| 6. | 22 settembre 2018 | Izida Cup, Dobrič                         | Terra rossa | Jaqueline Cristian         | Cristina Dinu Aymet Uzcátegui           | 6(3)–7, 2–6 |
| 7. | 26 gennaio 2019   | Open GDF SUEZ 42, Andrézieux-Bouthéon     | Cemento (i) | Andreea Mitu               | Cornelia Lister Renata Voráčová         | 1-6, 2-6    |
| 8. | 9 febbraio 2019   | Open GDF Suez De L'Isere, Grenoble        | Cemento (i) | Andreea Mitu               | Estelle Cascino Elixane Lechemia        | 2–6, 2–6    |
| 9. | 8 maggio 2021     | I. ČLTK Prague Open, Praga                | Terra rossa | Xenia Knoll                | Anna Bondár Kimberley Zimmermann        | 6(5)-7, 2-6 |

## Risultati in progressione
| V | F | SF | QF | #T | RR | Q# | A | Z# | PO | O | F-A | SF-B | ND |

(V) Torneo vinto; raggiunto (F) finale, (SF) semifinale, (QF) quarti di finale, (#T) turni 4, 3, 2, 1; (RR) round - robin; (Q#) Turno di qualificazione; (A) assente dal torneo; (Z#) Zona gruppo Coppa Davis/Fed Cup (con indicazione numero); (PO) play-off Coppa Davis o Fed Cup; vinto un (O) oro, (F-A) argento o (SF-B) bronzo ai Giochi Olimpici; (ND) torneo non disputato.

### Singolare
Aggiornato a fine WTA Tour 2023.
| Torneo                 | 2016    | 2017    | 2018    | 2019    | 2020 | 2021 | 2022 | 2023  | Titoli    | V–S       |
| ---------------------- | ------- | ------- | ------- | ------- | ---- | ---- | ---- | ----- | --------- | --------- |
| Tornei del Grande Slam |         |         |         |         |      |      |      |       |           |           |
| Australian Open        | Assente | Assente | Assente | Assente | Q3   | A    | 2T   | Q2    | 0 / 1     | 1–1       |
| Open di Francia        | Assente | Assente | Assente | Assente | Q3   | Q2   | 1T   | Q2    | 0 / 1     | 0–1       |
| Wimbledon              | Assente | Assente | 1T      | 1T      | ND   | Q1   | 1T   | Q2    | 0 / 3     | 0–3       |
| US Open                | Assente | Assente | Q1      | Q3      | A    | 1T   | 2T   | 1T    | 0 / 3     | 1–3       |
| Vittorie-Sconfitte     | 0–0     | 0–0     | 0–1     | 0–1     | 0–0  | 0–1  | 2–4  | 0-1   | 0 / 8     | 2–8       |
| Carriera               |         |         |         |         |      |      |      |       |           |           |
| Tornei giocati         | 1       | 1       | 4       | 4       | 1    | 7    | 19   | 15    | 52        | 52        |
| Titoli                 | 0       | 0       | 0       | 0       | 0    | 1    | 0    | 0     | 1         | 1         |
| Finali                 | 0       | 0       | 0       | 0       | 0    | 2    | 0    | 1     | 3         | 3         |
| Totale V–S             | 0–1     | 1–1     | 1–4     | 2–4     | 0–2  | 11–6 | 8–19 | 23–15 | 46–52     | 37.5%     |
| Ranking di fine anno   | 254     | 265     | 243     | 182     | 177  | 85   | 104  | 128   | 1657396 $ | 1657396 $ |

## Statistiche contro giocatrici Top 10

### Testa a testa
Le tenniste in grassetto sono le giocatrici in attività. Nella tabella riportata sono segnati i migliori piazzamenti nella classifica mondiale WTA; le giocatrici possono aver occupato una posizione diversa al momento dell'incontro.
| Giocatrice                     | Vittorie–Sconfitte | V–S % | Cemento    | Terra rossa | Erba     | Ultimo incontro                                              |
| Numero 1 del ranking mondiale  |                    |       |            |             |          |                                                              |
| Garbiñe Muguruza               | 0–1                | 0%    | 0–1        | –           | –        | Perso (4-6, 6(4)-7) Abierto GNP Seguros 2019                 |
| Karolína Plíšková              | 0–1                | 0%    | 0–1        | –           | –        | Perso (1-6, 4-6) US Open 2023                                |
| Iga Świątek                    | 0–2                | 0%    | –          | 0–2         | –        | Perso (3-6, 0-6) Internazionali BNL d'Italia 2022            |
| Simona Halep                   | 0–3                | 0%    | 0–3        | –           | –        | Perso (3-6, 2-6) Dubai Duty Free Tennis Championships 2022   |
| Numero 2 del ranking mondiale  |                    |       |            |             |          |                                                              |
| Vera Zvonarëva                 | 1–0                | 100%  | –          | 1–0         | –        | Vinto (7-6(7), 4-6, 6-2) Trophée Clarins 2024                |
| Paula Badosa                   | 1–1                | 50%   | 1–1        | –           | –        | Perso (6-4, 1-6, 6(8)-7) US Open 2024                        |
| Barbora Krejčíková             | 1–2                | 33%   | 1–1        | 0–1         | –        | Vinto (6-4, 7-5) US Open 2024                                |
| Anett Kontaveit                | 0–1                | 0%    | 0–1        | –           | –        | Perso (3-6, 1-6) Sydney Tennis Classic 2022                  |
| Agnieszka Radwańska            | 0–1                | 0%    | –          | –           | 0–1      | Perso (3-6, 6-4, 5-7) Torneo di Wimbledon 2018               |
| Coco Gauff                     | 0–2                | 0%    | 0–1        | –           | 0–1      | Perso (2-6, 6(4)-7) US Open 2022                             |
| Numero 3 del ranking mondiale  |                    |       |            |             |          |                                                              |
| Maria Sakkarī                  | 0–1                | 0%    | –          | 0–1         | –        | Perso (2-6, 3-6) BRD Bucarest Open 2015                      |
| Elena Rybakina                 | 0–2                | 0%    | 0–1        | –           | 0–1      | Perso (3-6, 1-6) Torneo di Wimbledon 2024                    |
| Elina Svitolina                | 0–2                | 0%    | 0–1        | 0–1         | –        | Perso (4-6, 2-6) Axion Open 2023                             |
| Numero 4 del ranking mondiale  |                    |       |            |             |          |                                                              |
| Belinda Bencic                 | 0–1                | 0%    | 0–1        | –           | –        | Perso (1-6, 6-2, 1-6) BGL BNP Paribas Luxembourg Open 2018   |
| Caroline Garcia                | 0–2                | 0%    | –          | 0–1         | 0–1      | Perso (3-6, 4-6) Open Capfinances Rouen Métropole 2024       |
| Numero 5 del ranking mondiale  |                    |       |            |             |          |                                                              |
| Jasmine Paolini                | 4–1                | 80%   | 4–0        | 0–1         | –        | Vinto (6-3, 6-1) Dubai Duty Free Tennis Championships 2022   |
| Sara Errani                    | 0–1                | 0%    | –          | 0–1         | –        | Perso (6(8)-7, 6(4)-7) Open di Francia 2024                  |
| Numero 6 del ranking mondiale  |                    |       |            |             |          |                                                              |
| Carla Suárez Navarro           | 0–1                | 0%    | –          | 0–1         | –        | Perso (3-6, 4-6) BRD Bucarest Open 2017                      |
| Markéta Vondroušová            | 0–1                | 0%    | 0–1        | –           | –        | Perso (5-7, 0-6) US Open 2021                                |
| Numero 7 del ranking mondiale  |                    |       |            |             |          |                                                              |
| Patty Schnyder                 | 1–0                | 100%  | –          | 1–0         | –        | Vinto (6-2, 6-4) Forte Village International Tournament 2017 |
| Danielle Collins               | 1–1                | 50%   | –          | 1–1         | –        | Perso (4-6, 2-6) Internazionali Femminili di Palermo 2021    |
| Numero 8 del ranking mondiale  |                    |       |            |             |          |                                                              |
| Karolína Muchová               | 0–1                | 0%    | 0–1        | –           | –        | Perso (4-6, 1-6) ASB Classic 2023                            |
| Emma Navarro                   | 0–1                | 0%    | –          | 0–1         | –        | Perso (0-6, 2-6) Trophée Clarins 2024                        |
| Numero 9 del ranking mondiale  |                    |       |            |             |          |                                                              |
| Julia Görges                   | 0–1                | 0%    | –          | –           | 0–1      | Perso (5-7, 1-6) Torneo di Wimbledon 2019                    |
| Veronika Kudermetova           | 0–1                | 0%    | 0–1        | –           | –        | Perso (2-6, 5-7) Australian Open 2022                        |
| Andrea Petković                | 1–0                | 100%  | –          | 1–0         | –        | Vinto (7-6(6), 6-4) Hamburg European Open 2021               |
| Numero 10 del ranking mondiale |                    |       |            |             |          |                                                              |
| Kristina Mladenovic            | 3–0                | 100%  | 2–0        | 1–0         | –        | Vinto (6-1, 6-0) Trophée Clarins 2024                        |
| Beatriz Haddad Maia            | 0–1                | 0%    | –          | 0–1         | –        | Perso (2-6, 3-6) Internazionali BNL d'Italia 2023            |
| Emma Raducanu                  | 0–1                | 0%    | 0–1        | –           | –        | Perso (3-6, 6-4, 5-7) ASB Classic 2024                       |
| Totali                         | 13–33              | 28%   | 8–16 (33%) | 5–12 (29%)  | 0–5 (0%) | Aggiornato al 3 settembre 2024                               |

### Vittorie contro giocatrici Top 10
| Stagione | 2022 | 2023 | 2024 | Totale |
| Vittorie | 1    | 0    | 1    | 2      |

| #    | Giocatrice         | Ranking | Evento                            | Superficie | Turno | Punteggio     | Rank. EGR |
| ---- | ------------------ | ------- | --------------------------------- | ---------- | ----- | ------------- | --------- |
| 2022 |                    |         |                                   |            |       |               |           |
| 1.   | Paula Badosa       | 5       | Dubai Tennis Championships, Dubai | Cemento    | 1T    | 6-3, 5-7, 6-4 | 59        |
| 2024 |                    |         |                                   |            |       |               |           |
| 2.   | Barbora Krejčíková | 8       | US Open, New York                 | Cemento    | 2T    | 6-4, 7-5      | 122       |